# GMAT
경영대학원 입학시험 (Graduate Management Admission Test, GMAT)은 주로 경영학 석사(Master of Business Administration, MBA)학위를 부여하는 경영대학원 입학 시험으로 미국, 유럽에 있는 경영대학원에서 주로 요구한다. 시험응시료는 미화 $250이며 시험 형태는 컴퓨터 적응식이다.

## 시험 특징
한국에서 응시시 여권을 신분증으로 사용하며 그밖의 신분증은 받지 않는다. 시험은 수리영역(Quantitative Section), 언어영역(Verbal Section) 그리고 분석적 작문평가(Analytical Writing Assessment)로 구성되어 있다.

### 분석적 작문 평가(Analytical Writing Assessment, AWA)
분석적 작문 평가(AWA)는 한 개의 에세이를 쓰는 것으로 주어진 논제를 분석 비판하면서 자신의 견해를 쓰는 것이다. 30분이 주어지며 0-6 사이의 점수가 주어진다.

### 수리 영역(Quantitative Section)
62분 동안 31문제가 주어지며 평이한 수준의 수리력 측정문제가 나온다.

### 언어 영역(Verbal Section)
65분 동안 36문제의 독해, 문장고치기 그리고 논리문제가 나온다. LSAT와 GRE는 성격이 다른 문제들을 시험하고 있으므로 엄격히 난이도를 비교할 수 없다.

## 점수

GMAT 성적표

200-800 사이에서 점수가 결정된다.

## 같이 보기
- 경영대학원
- 경영학 석사